# Cadre Noir

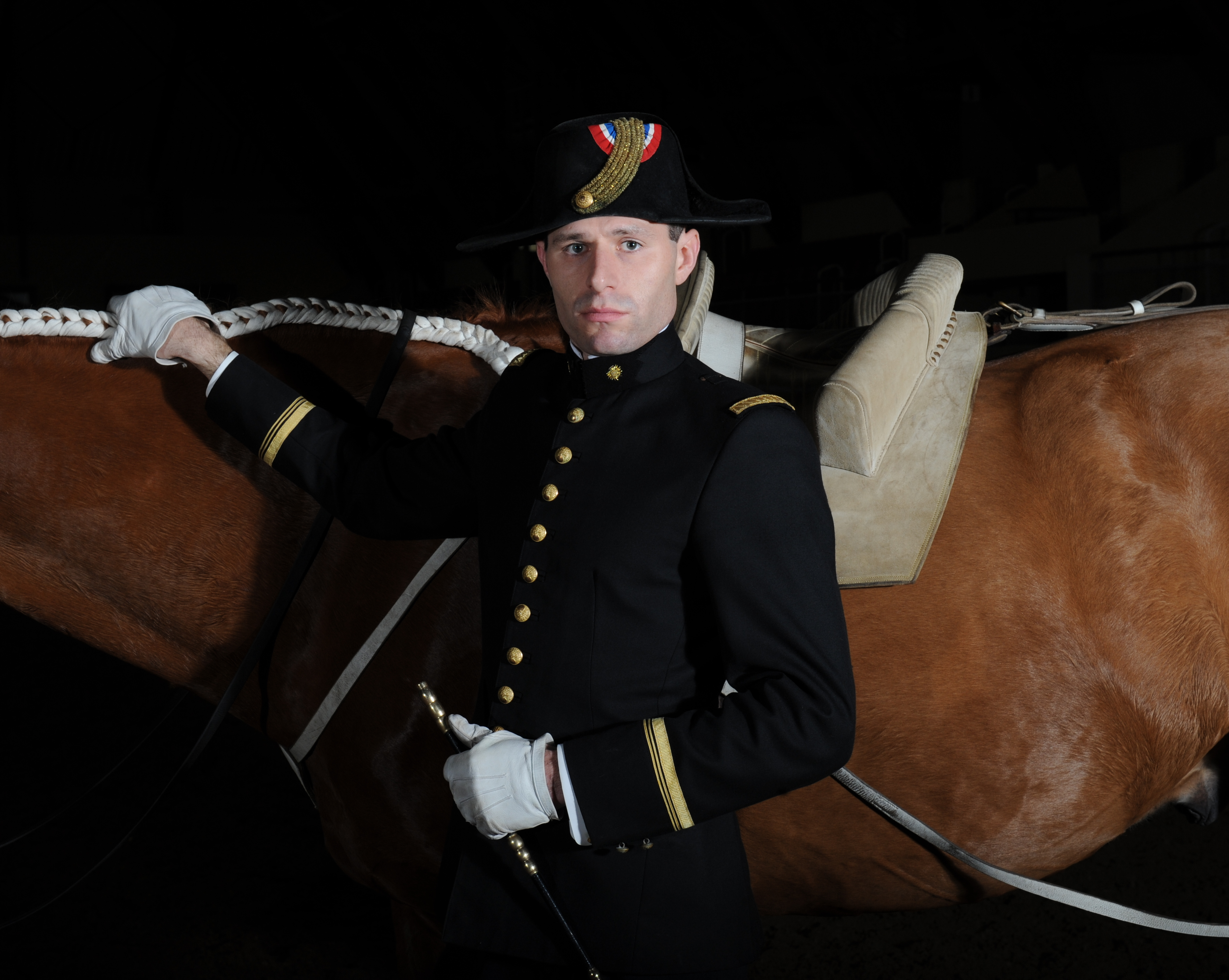
Jinete del Cadre Noir.

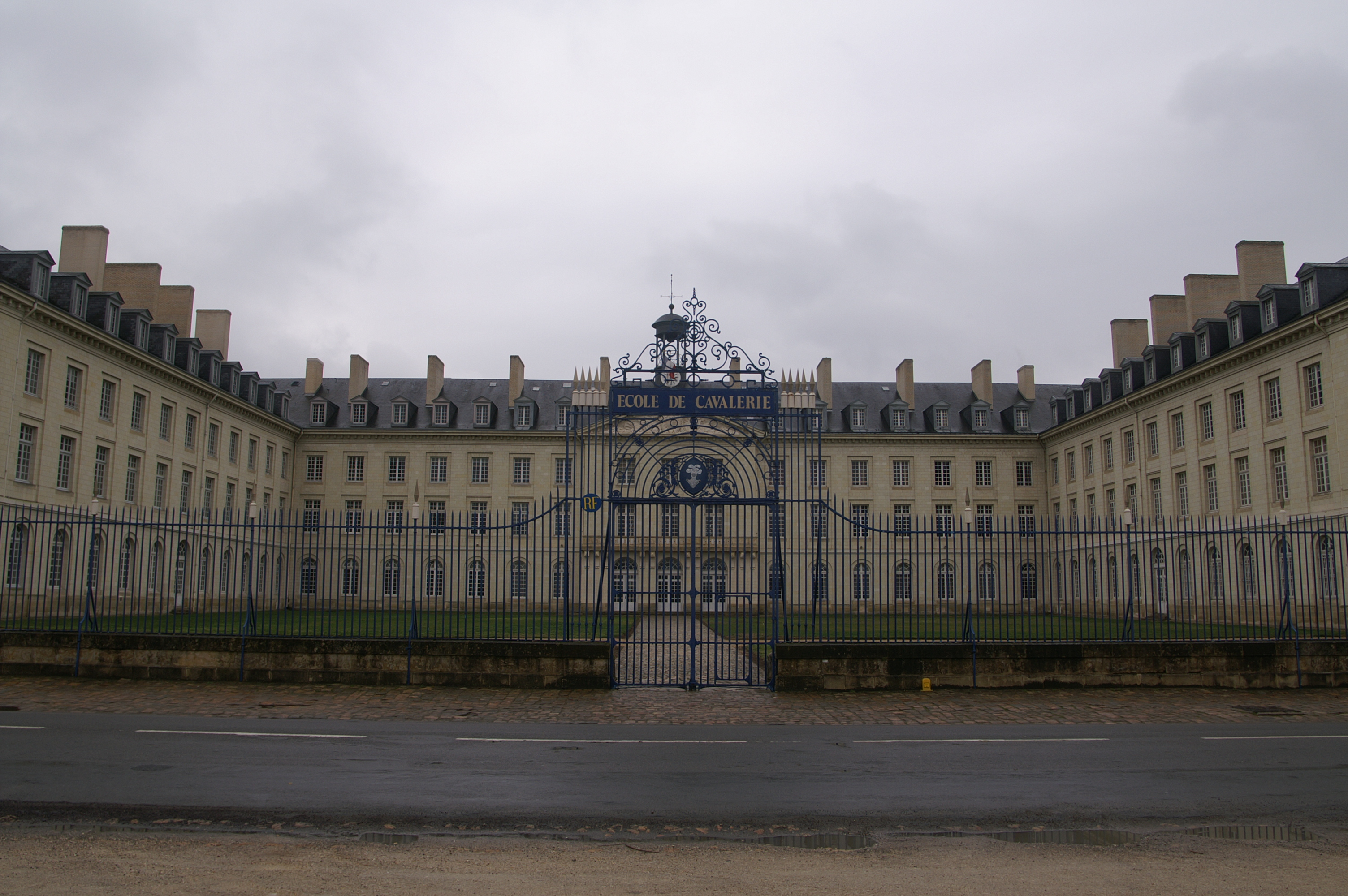
Antigua escuela de caballería Cadre Noir en Saumur.

El Cadre Noir (pronunciación en francés: /kadʁ nwaʁ/; en inglés: Black Cadre) es un cuerpo de ecuyers, o instructores, de la Escuela Nacional de Equitación de Saumur, en el oeste de Francia, fundada en 1828. También actúa como equipo de exhibición ecuestre. Su nombre proviene de los uniformes negros que se siguen utilizando hoy en día. Es una de las "Cuatro Grandes", las academias de equitación clásica más prestigiosas del mundo.

## Historia
La función histórica de la Escuela de Caballería de Saumur era formar a los oficiales y suboficiales de la caballería francesa. El estilo de equitación característico de la escuela fue enseñado por primera vez por François Robichon de La Guérinière, el maestro de equitación francés del rey Luis XV y autor del manual École de Cavalerie publicado en 1731. En 1843 François Baucher introdujo su método en la escuela. Este acontecimiento marcó el inicio de una pequeña "guerra" entre el vizconde d'Aure (director de la escuela) y Baucher, que se prolongó durante varios años.
Después de la Segunda Guerra Mundial la unidad de caballería del ejército francés se había reducido a unos pocos escuadrones de spahis norteafricanos (disueltos en 1962) y a la caballería principalmente ceremonial de la Guardia Republicana. Aunque la necesidad de una academia de equitación puramente militar casi había desaparecido, el prestigio internacional de la equitación francesa garantizó la supervivencia del centro de formación de Saumur en forma de escuela nacional de equitación dependiente del Ministerio de Deportes.
Por ello, en 1972 se constituyó la Escuela Nacional de Equitación en torno al Cadre Noir, que aportaba su núcleo de profesores. En la actualidad cuenta con unos 50 caballos y un equipo de jinetes de élite, normalmente limitado a 22. Los miembros del Cadre Noir son civiles o militares. Los jinetes militares y civiles se distinguen por la insignia que llevan en el cuello: una granada para los militares o un sol para los civiles. Algunos de los jinetes han alcanzado el más alto nivel del deporte internacional, siendo campeones olímpicos o mundiales.
El Cadre Noir utiliza principalmente purasangres, angloárabes, hannoverianos y selle français, pero también mantiene caballos lusitanos para demostrar el estilo de equitación barroco de los siglos XVI y XVII. Los Purasangre y los Angloárabes se utilizan para la doma de Gran Premio, y realizan individualmente, pas de deux (dos caballos), pas de trois (tres caballos) y dûe quantité (cuatro o más caballos). Pueden ser exhibidos en mano o montados.

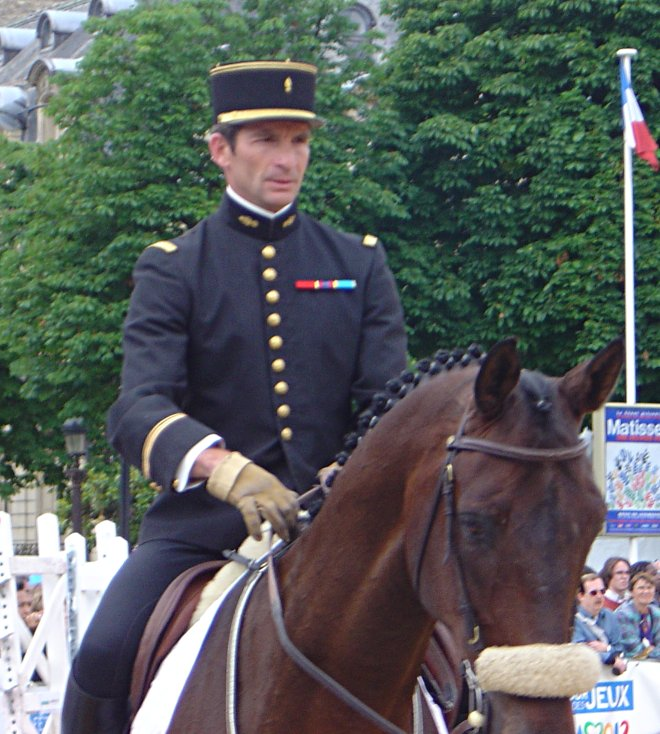
El campeón olímpico Didier Courrèges
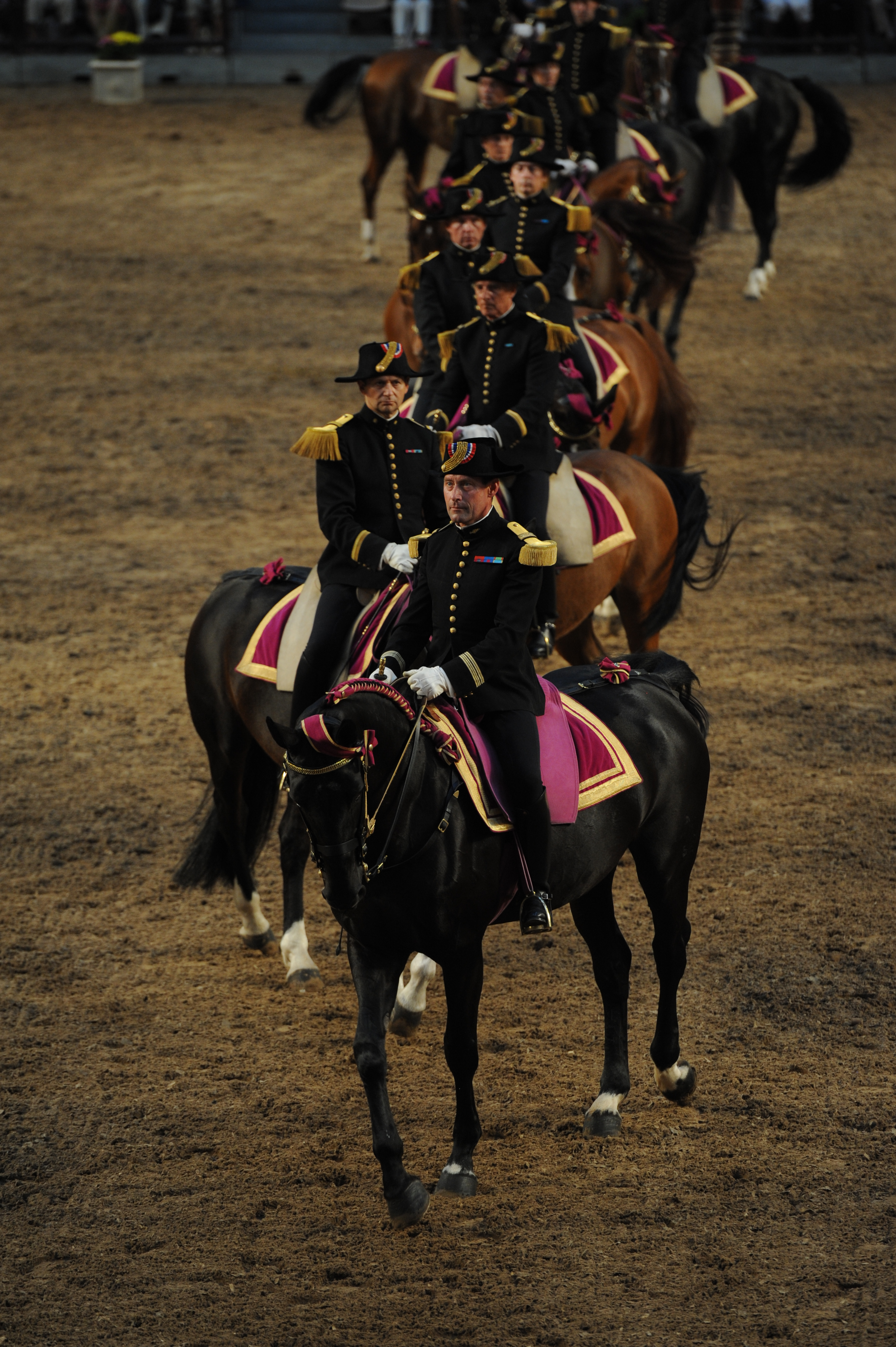
Cadre Noir en uniforme de gala
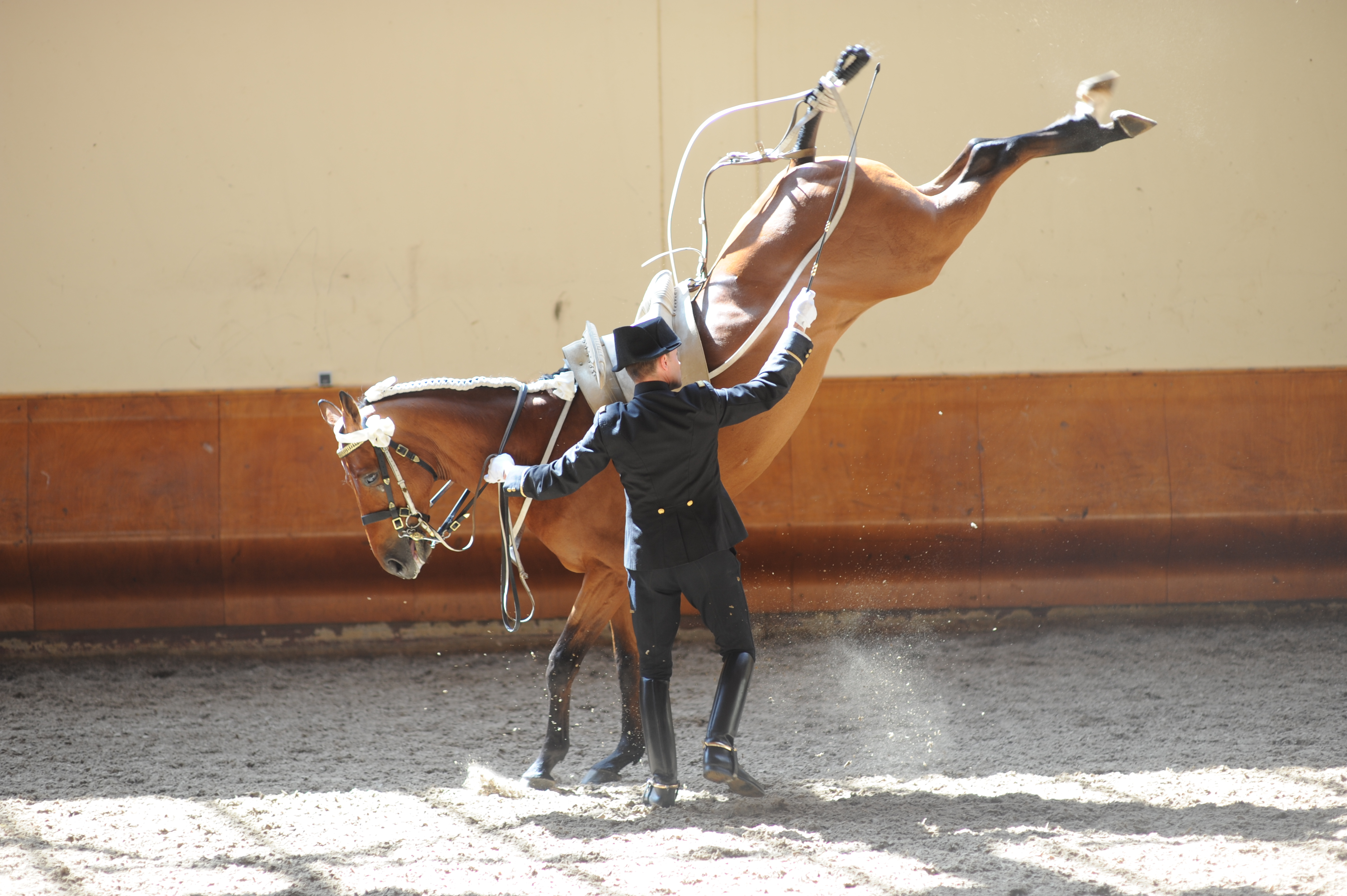
Croupade
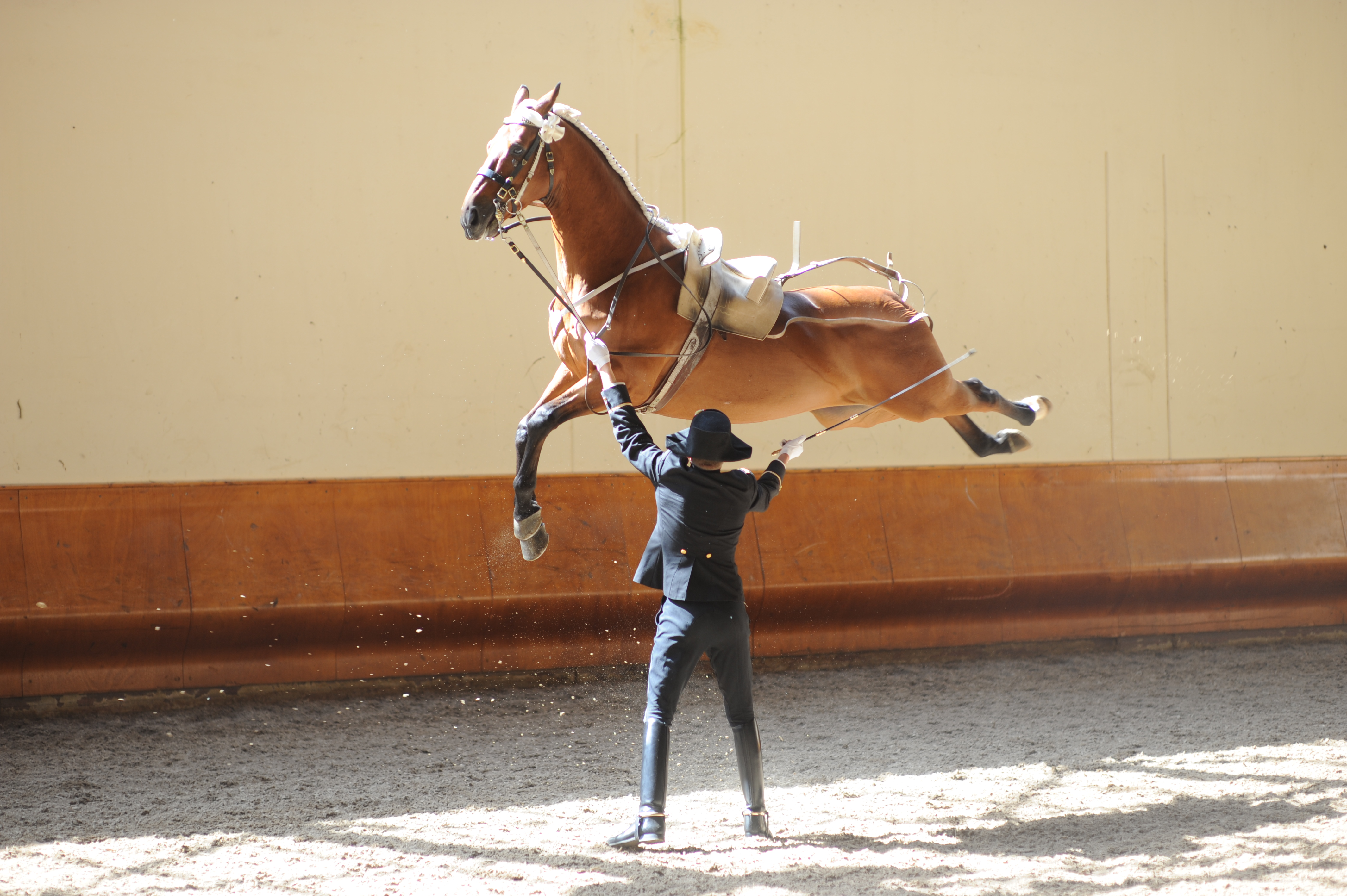
Cabriole
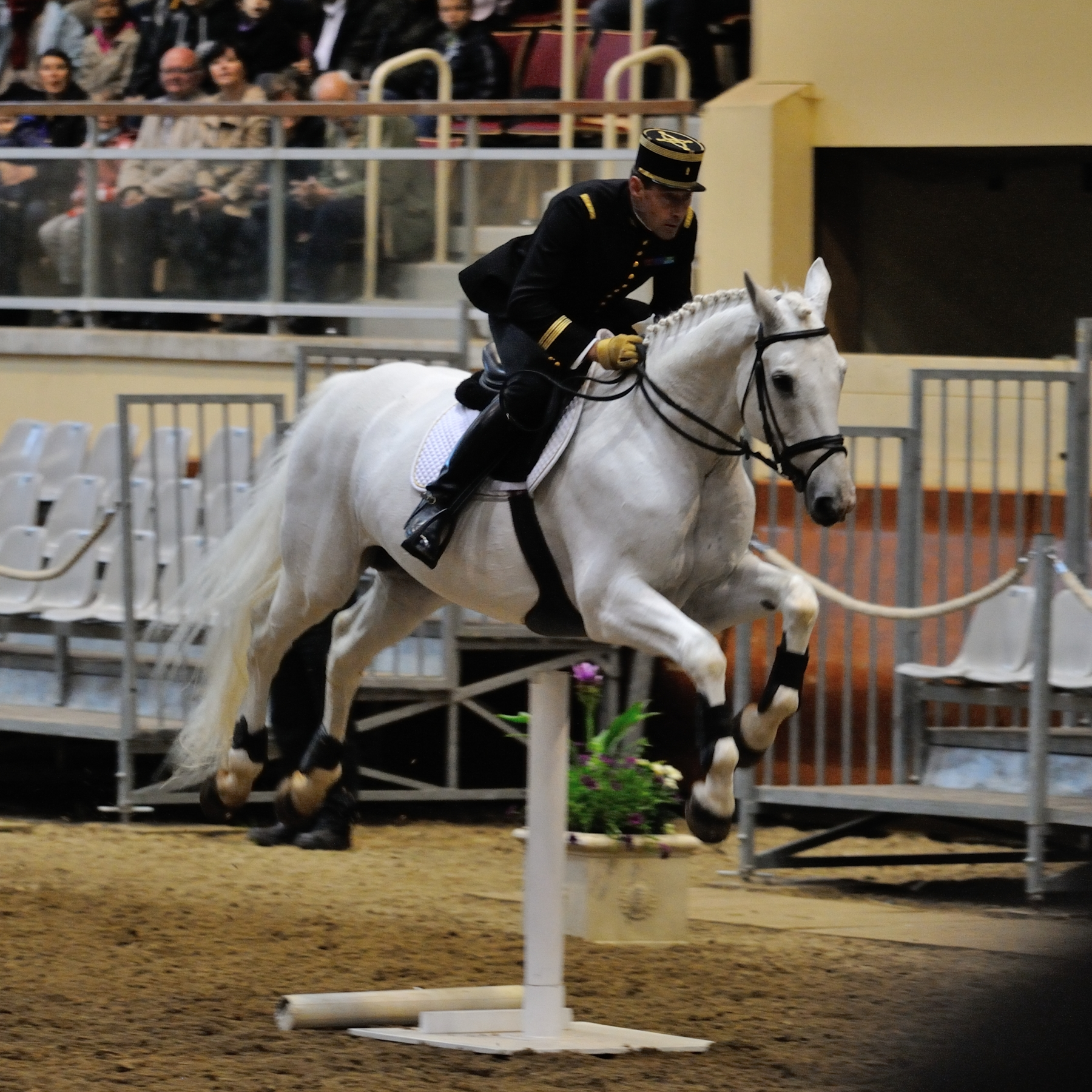
Salto sobre un solo poste vertical
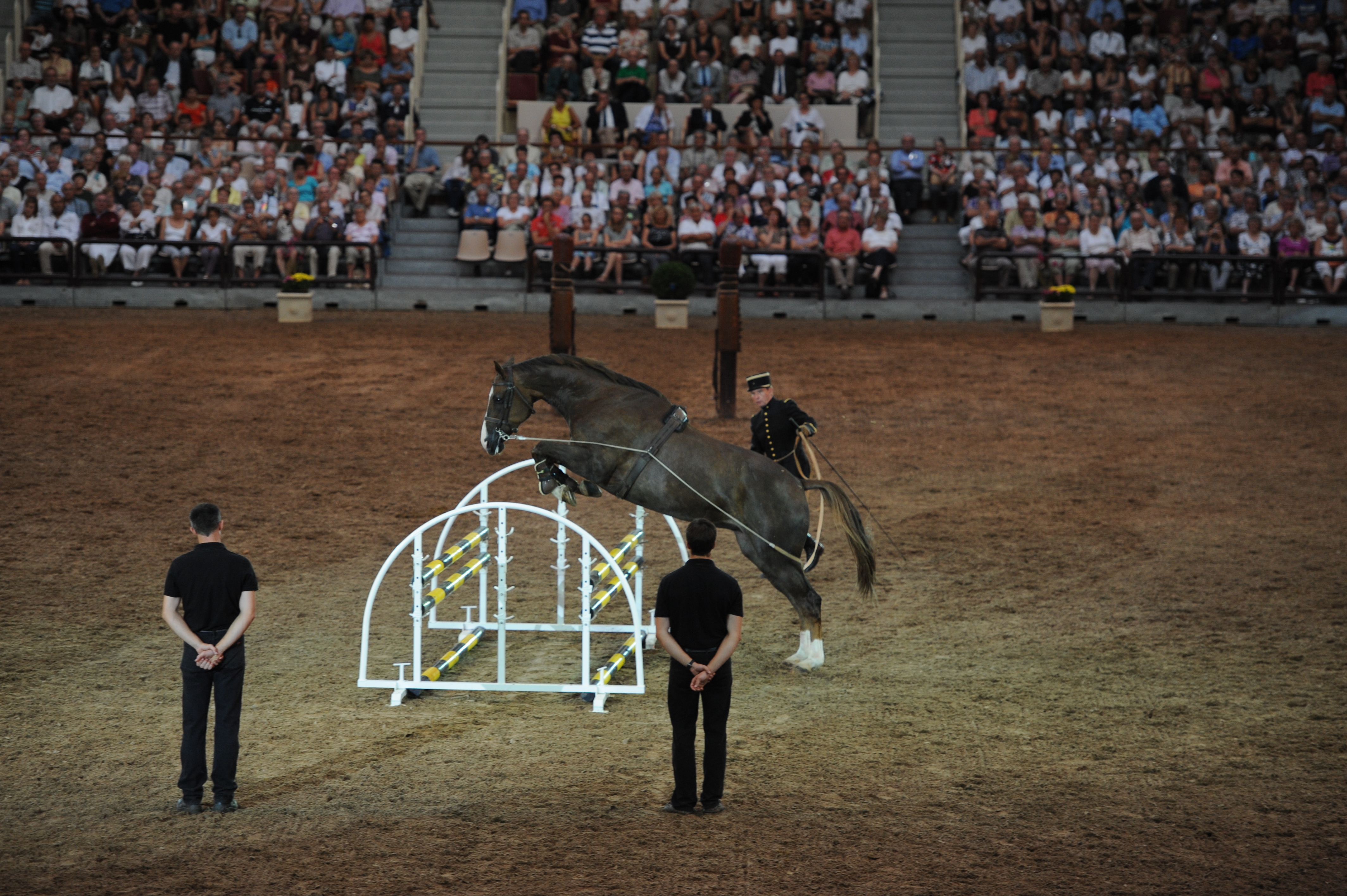
Demostración de conducción por encima de las vallas
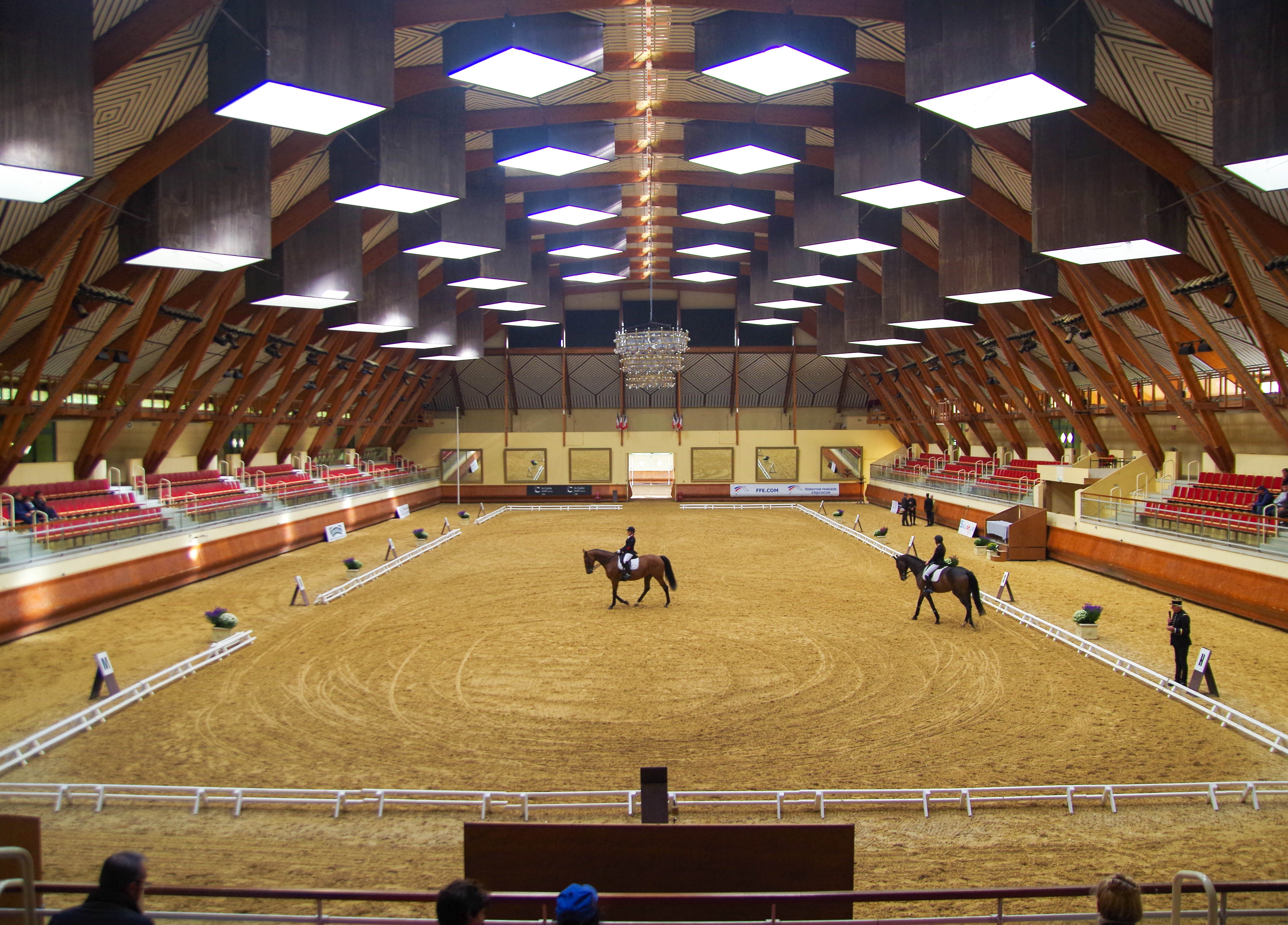
El Grand manège des écuyers (el Gran tiovivo de escuderos)

La Selle Français se utiliza para mostrar los "aires por encima del suelo".